# Временное правительство Дальнего Востока — Приморская областная земская управа
Временное правительство Дальнего востока — Примо́рская областна́я зе́мская упра́ва (аббревиатура — ВПДВ ПОЗУ) — государственное образование, существовавшее в 1920 году в Приморье. Утратило государственный суверенитет после объединения на состоявшейся в Чите 28 октября — 11 ноября 1920 конференции трёх государственных областных образований в Дальневосточную республику (ДВР). После этого Временное правительство Приморской областной земской управы действовало как орган регионального управления ДВР до его свержения в результате белогвардейского переворота на части территории ДВР 26 мая 1921 г.

## Идея буферного государства
В конце 1919 — начале 1920 года Красная армия разгромила войска Русской армии А. В. Колчака в Западной Сибири. Однако основные опасности теперь грозили советскому государству на Западе, на Дальнем Востоке же присутствовали войска разных держав, самыми многочисленными из которых были японские. ЦК РКП(б) издал директиву, требовавшую «искать пути к мирному разрешению запутанного вопроса в Восточной Сибири, по возможности избегая вооружённого столкновения с Японией». В конце декабря эсеровский Политический центр сверг колчаковскую власть в Иркутске, и на переговорах с Реввоенсоветом 5-й Красной армии, состоявшихся в середине января 1920 года, предложил создать на Дальнем Востоке буферную республику с центром в Иркутске. Схожее предложение выдвинул и представитель иркутского ревкома А. М. Краснощеков. Претензии Политцентра на руководящую роль в буферном строительстве были отвергнуты, но сама идея буферного государства стала претворяться в жизнь.
Власть во Владивостоке находилась в руках генерала С. Н. Розанова, подчиняющегося Колчаку. В начале января 1920 года на подпольной городской конференции большевики приняли решение провести восстание против Розанова под лозунгом перехода всей власти к Советам. К середине января во Владивостоке сложилась сильная демократическая группировка земцев и кооператоров, выступающая против диктатуры Розанова. Владивостокские большевики решили, что введение Советской власти в Приморье замедлит эвакуацию интервентов и может привести к японскому выступлению против восставших, поэтому было решено после свержения Розанова передать власть земской управе. 26 января был создан Объединенный оперативный революционный штаб, в который вошли представители военно-революционных организаций. Руководящая роль в нём оставалась за большевиками. Восстание было назначено областным комитетом партии на 31 января.

## Восстание во Владивостоке
За шесть дней до выступления белогвардейское командование, узнав о революционных настроениях егерского батальона, размещавшегося в коммерческом училище, решило разоружить его, но солдаты арестовали офицеров, создали батальонный комитет и выставили свои караулы. Розанов бросил на подавление восстания гардемаринов и юнкеров. 26 января 1920 года после упорного боя белогвардейцам удалось окружить егерский батальон, разоружить его и отправить на Русский остров, но это уже не могло предотвратить надвигавшиеся события. 31 января в 3 часа началось восстание во Владивостоке, и к 12 часам дня город был в руках восставших. Интервенты, связанные вынужденным нейтралитетом, боясь открыто выступить на стороне белогвардейцев, всё же помогли Розанову бежать и укрыться в Японии.
Временное правительство Приморской областной земской управы выделило в качестве своих ближайших задач следующие:
- Освобождение политзаключённых;
- Ликвидация остатков колчаковской власти;
- Восстановление политических и гражданских свобод;
- Установление общественного контроля над торговлей и промышленностью;
- Организация снабжения продовольствием и товарообмена;
- Установление тарифных комиссий с участием рабочих для нормировки заработной платы;
- Восстановление земельных комитетов;
- Меры к прекращению интервенции.

Состоявшаяся в первых числах февраля городская конференция большевиков высказалась за поддержку временного правительства земской управы с условием сохранения в нём большевистского влияния, особенно в военном и хозяйственном аппаратах.

## Строительство буферного государства
Для решения практических задач образования буферного государства ЦК ВКП(б) создал 3 марта Дальбюро, членами которого во Владивостоке стали И. Г. Кушнарев, С. Г. Лазо и П. М. Никифоров. Однако среди членов Дальбюро были разногласия по отношению к буферному строительству: во Владивостокской группе Кушнарёв выступал за буфер, а Лазо — против. В середине марта 1920 года во Владивосток прибыл представитель Сибревкома В. Д. Виленский с директивами партии о создании буферного государства на Дальнем Востоке. На проходившей 16—19 марта краевой партийной конференции в Никольске-Уссурийском Лазо выступил против Виленского, заявив: «Мы должны стремиться не создавать здесь демократического буфера, а если по указаниям Центра и будет буфер, то только советский». Участники конференции поддержали Лазо. Представителям центра пришлось искать компромисс между настроениями масс и необходимостью решать стратегические задачи на Дальнем Востоке.
Чтобы остановить стихийное стремление советизировать Приморье, Сибревком в конце марта отправил с возвращающимся из Москвы И. Г. Кушнаревым указание: «В Верхнеудинске образуется буферное правительство, при котором наш уполномоченный Краснощеков. Все дальневосточные правительства должны согласовываться с действиями и складываться по типу Забайкальского». После получения директив относительно буферного строительства Дальбюро 29 марта приняло решение отказаться от советизации Приморья и предложить областной земской управе распространить свою власть особым законом на все области Дальнего востока. Такая декларация была издана 31 марта, после чего земская управа провела на основе всеобщего, равного и прямого избирательного права при тайном голосовании выборы в Народное собрание. Народное собрание Приморья избрало Совет министров во главе с большевиком, правительство земской управы при этом было сохранено.

## Дальневосточная республика и Приморская областная земская управа
6 апреля 1920 года проходившим в Верхнеудинске Съездом трудящихся Западного Забайкалья была провозглашена Дальневосточная республика. В «Декларации об образовании независимой Дальневосточной республики» была поставлена задача объединить области Дальнего Востока. В результате оказалось два претендента на роль центра объединённого Дальнего Востока: Владивосток и Верхнеудинск. Амурская область, в которой установилась советская власть, признала Верхнеудинск, Российская Восточная окраина была вынуждена вести переговоры с Владивостоком. Однако при встрече на станции Маньчжурия Г. М. Семёнова и его окружения с представителем Приморского правительства эсером Н. П. Пумпянским, состоявшейся после того, как 3 июля была опубликована декларация об эвакуации японских войск из Забайкалья, договориться об объединении не удалось.
Указания Сиббюро оставляли простор для манёвра владивостокских большевиков, которые активно проводили свою линию на признание Владивостока центром дальневосточного буферного государства. Позиция приморских большевиков фактически укрепляла положение Семёнова: они не только не препятствовали приезду семёновских представителей во Владивосток, но и вели переговоры с Семёновым в Чите, укрепляя «читинскую пробку» авторитетом Приморского народного собрания.
13 августа 1920 года Политбюро ЦК РКП(б) утвердило «Краткие тезисы по Дальневосточной республике». Ознакомившись с постановлением ЦК РКП(б), владивостокская делегация в Верхнеудинске подписала 19 августа предварительное соглашение с правительством Дальневосточной республики, признав Верхнеудинск центром Дальнего Востока.
24 августа на станции Хадабулак делегация Приморского народного собрания и Г. М. Семёнов подписали соглашение, по условиям которого Забайкальская и Приморская области объединялись под властью Приморского правительства, не менее трети делегатов единого Народного законодательного собрания Дальнего Востока должны были составлять представители Забайкалья. Г. М. Семёнов согласился провести в Забайкалье выборы в этот орган на основе соответствующего Положения, принятого в Приморье. Из-за отказа Приморского народного собрания ратифицировать это соглашение оно осталось не реализованным.
В октябре 1920 года Чита была взята красными войсками. На состоявшейся в Чите 28 октября — 11 ноября 1920 конференции представители трёх областных правительств (Забайкальской, Амурской, Приморской областей /в том числе, Камчатка и Чукотка/) законодательно оформили объединение в Дальневосточную республику.